# Heteropodagrion sanguinipes
Heteropodagrion sanguinipes är en trollsländeart som beskrevs av Selys 1885. Heteropodagrion sanguinipes ingår i släktet Heteropodagrion och familjen Megapodagrionidae. IUCN kategoriserar arten globalt som starkt hotad. Inga underarter finns listade i Catalogue of Life.